# 303P/NEAT
303P/NEAT è una cometa periodica appartenente alla famiglia delle comete gioviane; la cometa è stata scoperta il 22 ottobre 2003, ma già al momento dell'annuncio della scoperta erano state trovate osservazioni di prescoperta risalenti al 17 ottobre 2003: la sua riscoperta il 1º giugno 2014 ha permesso di numerarla.